# Wladlen Tatarski

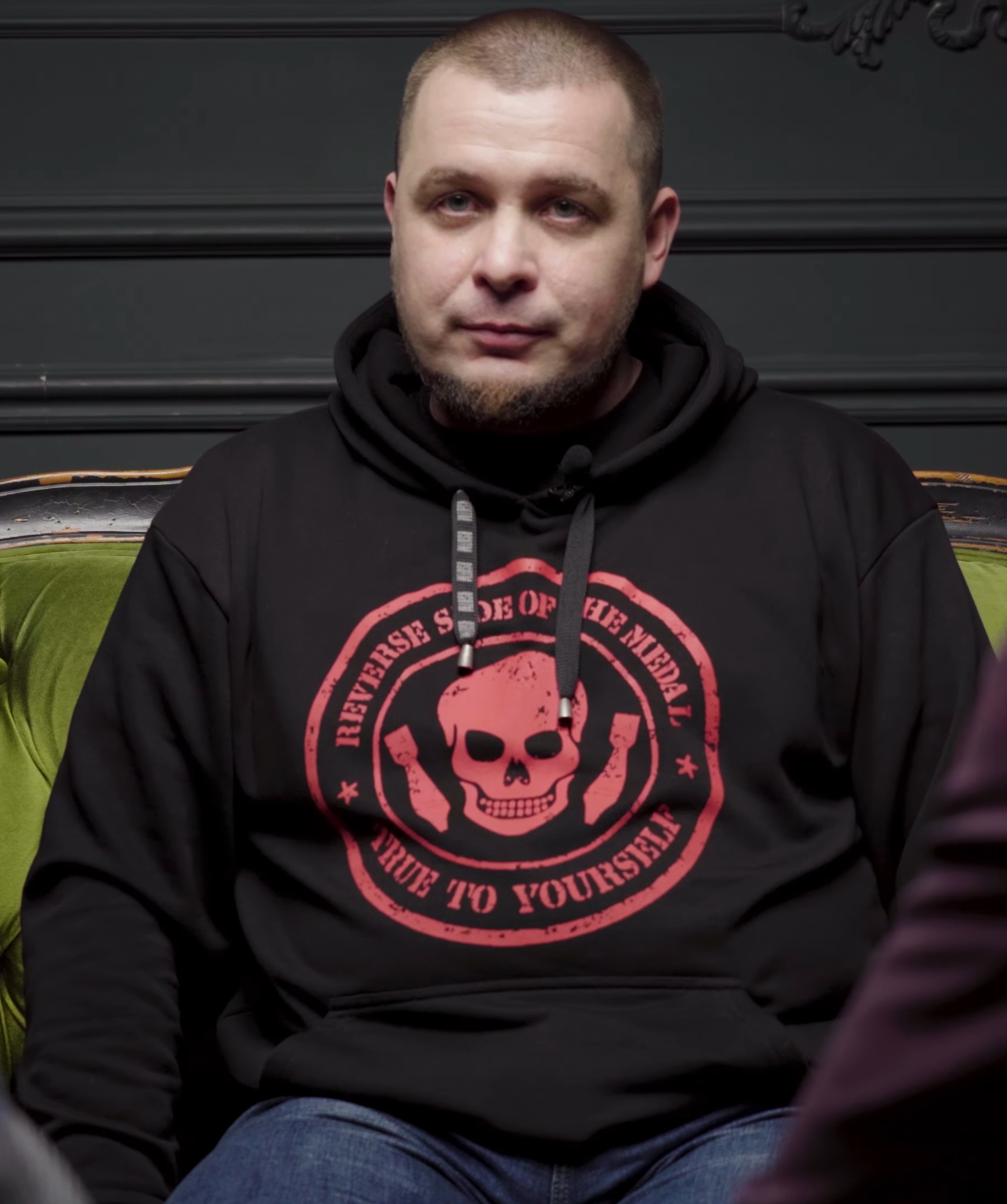
Wladlen Tatarski (2021)

Wladlen Tatarski (russisch Владле́н Тата́рский, 25. April 1982 in Makijiwka, Oblast Donezk – 2. April 2023 in Sankt Petersburg), bürgerlicher Name Maxim Jurjewitsch Fomin (russisch Макси́м Ю́рьевич Фоми́н), war Teilnehmer am russischen Überfall auf die Ukraine 2022, Militärblogger und verurteilter Bankräuber. Er propagierte die expansive Politik der russischen Führung um Wladimir Putin. Im April 2023 wurde er durch ein Bombenattentat getötet.

## Leben
Tatarski wurde am 25. April 1982 in Makijiwka unter dem Namen Maxim Jurjewitsch Fomin in der Oblast Donezk im Osten der Ukraine geboren. Laut dem russischen Portal gazeta.ru arbeitete Tatarski als Bergmann und Geschäftsmann. Im Jahr 2011 wurde er wegen eines bewaffneten Banküberfalls zu zwölf Jahren Haft verurteilt. Er konnte sich 2014 während des von Russland angeheizten Krieges im Donbas aus der Haft befreien, wurde später gefasst und anschließend von Separatistenführer Alexander Sachartschenko begnadigt. Er schloss sich den separatistischen Kräften in der Oblast Donezk an und kämpfte in den selbsterklärten Volksrepubliken Donezk und Lugansk, deren Gebiete im September 2022 von Russland annektiert wurden. 2021 wurde er russischer Staatsbürger. Tatarski kommentierte den Verlauf des russischen Überfalls auf die Ukraine 2022 sowohl im staatlich-russischen Fernsehen als auch auf seinem eigenen Telegram-Kanal.
Tatarski war zweimal verheiratet und hatte einen Sohn.

### Blog
Seine Blogs veröffentlichte Fomin unter dem Pseudonym Wladlen Tatarski, eine Anspielung auf Lenin (Wladimir Iljitsch Lenin) und auf Generation P, einen Roman des russischen Schriftstellers Wiktor Pelewin aus dem Jahr 1999. Der Name des Protagonisten lautet Wawilen Tatarski.
Tatarski war ein vehementer Befürworter des russischen Angriffskrieges gegen die Ukraine. Er kritisierte regelmäßig u. a. den russischen Präsidenten und die russische Führung als nicht hart genug durchgreifend. In Videobeiträgen bewertete er die militärische Lage und gab jungen Soldaten Ratschläge für das Verhalten an der Front. Tatarskis Telegram-Kanal hatte zuletzt mehr als 570.000 Abonnenten. Aufsehen erregte ein Video, das im Kreml am Rande einer von Wladimir Putin persönlich geleiteten Zeremonie 2022 zur Annexion von vier ukrainischen Regionen durch Russland gedreht wurde und in einer unverblümten Drohung Tatarskis gipfelte: 

„Wir werden jeden besiegen, wir werden jeden töten, wir werden jeden berauben, wenn es nötig ist. So wie es uns gefällt.“

### Attentat auf Tatarski
Tatarski wurde am 2. April 2023 durch eine Bombenexplosion in der Street Food Bar No. 1 auf der Wassiljewski-Insel im Zentrum der Stadt St. Petersburg während eines von ihm veranstalteten „patriotischen Abends“ mit rund hundert Teilnehmerinnen und Teilnehmern getötet. Besitzer der Street Food Bar No. 1 war Jewgeni Prigoschin, der Chef der Söldnertruppe Gruppe Wagner. Eine Gruppe namens Cyber Front Z erklärte, das Lokal für die Veranstaltung gemietet zu haben. Der Sprengsatz war Informationen der Nachrichtenagentur TASS und Augenzeugenberichten zufolge in einer goldenen Büste des Bloggers versteckt, die ihm kurz vor der Explosion von einer Frau überreicht worden war. Tatarski forderte sie auf, Platz zu nehmen. Sie setzte sich an den Rand und blieb offenbar auch während der Explosion im Raum. Durch die Detonation wurden 42 Teilnehmer der Veranstaltung verletzt, davon 10 schwer. Tatarski war sofort tot. Tatarski war nach der Ermordung von Darja Dugina im August 2022 das zweite Opfer eines Anschlags auf einen militanten Befürworter von Putins Expansionsfeldzug.
Am Folgetag wurde die 26-jährige Darja Trepowa als Tatverdächtige festgenommen. Trepowa hatte Tatarski eine mit Sprengstoff gefüllte Büste übergeben, die anschließend explodierte. Trepowa erklärte, sie sei in die Irre geführt worden; sie habe gedacht, die Statue enthalte ein Abhörgerät. Das Nationale Antiterrorkomitee Russlands bezichtigte ukrainische Geheimdienste und die von Alexei Nawalny gegründete Stiftung für Korruptionsbekämpfung, das Attentat geplant zu haben. Sie behauptete, dass Trepowa eine Anhängerin Nawalnys sei. Zehn Tage später bezichtigte der russische Geheimdienst FSB den ukrainischen Staatsbürger Juri Denissow, den Anschlag gemeinsam mit Darja Trepowa durchgeführt zu haben; Denissow sei nach der Tat in die Türkei geflüchtet.
Im Januar 2024 wurde Darja Trepowa wegen ihrer Beteiligung an dem Anschlag, unerlaubtem Sprengstoffbesitz und Fälschung von Dokumenten zu 27 Jahren Haft verurteilt.

## Reaktionen auf seinen Tod
Drei prominente Fernsehjournalisten Russlands – Tina Kandelaki, Anton Krassowski und Margarita Simonjan – beschuldigten die Ukraine und forderten Vergeltungsschläge. Marija Sacharowa, Sprecherin des russischen Außenministeriums, würdigte Tatarski via Telegram als „Verteidiger der Wahrheit“. Er wurde mit militärischen Ehren in Moskau in Anwesenheit von Prigoschin   beigesetzt, der als Grabbeigabe einen Vorschlaghammer niederlegte. Auf dem Hammer war das Logo von Prigoschins Wagner-Söldnertruppe eingraviert; in einem Video war eine Widmung, offenbar von Hand geschrieben, auf den Hammer lesbar: „Für Wladlen Tatarsky von den Kämpfern“, hieß es. Seine „Taten“ lebten weiter.
Russland beschuldigt sowohl den ukrainischen Geheimdienst als auch die vom inhaftierten Alexei Nawalny gegründete Organisation Stiftung für Korruptionsbekämpfung (FBK) des Attentats.
Laut Nawalnys Pressesprecherin Kira Jarmysch wird Nawalny bald wegen Extremismus angeklagt; es drohe ihm eine Haftzeit von bis zu 35 Jahren. Nun versuche der Kreml, ihn auch noch wegen Terrorismus anzuklagen.
Ein Berater des ukrainischen Präsidenten konstatierte, dass in Russland „inländischer Terrorismus“ ausgebrochen sei. Das Team um Alexei Nawalny, darunter die im Exil lebenden Oppositionellen Iwan Schdanow und Leonid Wolkow, sieht hingegen Agenten des Inlandsgeheimdienstes FSB als verantwortlich für die Ermordung des Propagandisten.
Tatarski wurde am 3. April 2023 postum der russische Tapferkeitsorden zugesprochen. In Ljuberzy wurde eine Straße nach Tatarski benannt.